# Distretto di Gurvan tės
Il distretto di Gurvan tės è uno dei quindici distretti (sum) in cui è suddivisa la provincia dell'Ômnôgov', in Mongolia. Conta una popolazione di 4.034 abitanti (censimento 2009).